# Jacques Edouard Ledure
Jacques Edouard Ledure, né le 26 mars 1893 à Saint-Gilles-lez-Bruxelles en Belgique, est un aviateur et pilote automobile belge. Il est mort accidentellement le 16 mai 1948, à Chimay, au Grand Prix des Frontières, alors qu'il officiait comme commissaire de course.

## Biographie
Il a été aviateur dans l'Aéronautique militaire belge au cours de la Première Guerre mondiale, et actif dans l'aviation et le vol à voile en Belgique dans les années 1920 et 1930. 
Pendant la même période, il a été pilote automobile amateur et a participé à de nombreuses courses, remportant ainsi le 3e Rallye automobile Monte-Carlo en 1924 sur Bignan (départ de Glasgow). Il a aussi terminé deuxième des 24 Heures de Spa en 1927 sur Excelsior avec André Dills (de), et troisième en 1928 sur Chrysler 72 avec l'italien Goffredo Zehender, pour cinq participations consécutives dans cette épreuve de 1924 à 1928.
Durant la Seconde Guerre mondiale, on le retrouve dans la United States Army, à l'Office of Strategic Services. 
C'était un ami d'enfance de Willy Coppens.